# دریچه‌ها (آلبوم ملانی مارتینز)
| بررسی انتقادی        | بررسی انتقادی |
| منبع                 | رتبه‌بندی      |
| -------------------- | ------------- |
| آل‌میوزیک             | [ ۴ ]         |
| ایونینگ استاندارد    | [ ۵ ]         |
| The Line of Best Fit | 6/10          |
| رولینگ استون         | [ ۳ ]         |

دریچه‌ها (به انگلیسی: Portals) سومین آلبوم استودیویی از خواننده و ترانه‌سرای آمریکایی ملانی مارتینز است که در ۳۱ مارس ۲۰۲۳ از طریق آتلانتیک رکوردز به انتشار رسید. پیش‌تر دو تک‌آهنگ از این آلبوم از جمله «مرگ» در ۱۷ مارس ۲۰۲۳ و «باطل» در ۲۹ مارس ۲۰۲۳ منتشر شدند. نسخه دلوکس آلبوم با همراهی سه ترانه جدید در ۵ آوریل ۲۰۲۳ منتشر شد.

## نمودار
| نمودار (۲۰۲۳)                         | اوج جایگاه |
| ------------------------------------- | ---------- |
| آلبوم‌های آلمانی (۱۰۰ آلبوم برتر رسمی) | ۴          |

## تاریخچه انتشار
| منطقه               | تاریخ        | قالب(ها)                                    | نسخه                  | ناشر     | منابع         |
| ------------------- | ------------ | ------------------------------------------- | --------------------- | -------- | ------------- |
| جهانی               | ۳۱ مارس ۲۰۲۳ | سی‌دی دانلود دیجیتالی پخش آنلاین آلبوم واینل | استاندارد             | آتلانتیک | [ ۸ ] [ ۹ ]   |
| ایالات متحده آمریکا | ۳۱ مارس ۲۰۲۳ | آلبوم واینل                                 | اختصاصی تارگت         | آتلانتیک | [ ۱۰ ]        |
| ایالات متحده آمریکا | ۳۱ مارس ۲۰۲۳ | آلبوم واینل                                 | اختصاصی اربن اوتفیترز | آتلانتیک | [ ۱۱ ]        |
| ایالات متحده آمریکا | ۳۱ مارس ۲۰۲۳ | آلبوم واینل                                 | اختصاصی وال‌مارت       | آتلانتیک | [ ۱۲ ]        |
| جهانی               | ۵ آوریل ۲۰۲۳ | دانلود دیجیتالی پخش آنلاین                  | دلوکس                 | آتلانتیک | [ ۱۳ ] [ ۱۴ ] |

## نکات
1. ↑  کپی‌های دیجیتالی در سرتاسر جهان به جز در روسیه و بلاروس قابل دسترس هستند.
2. ↑  کپی‌های دیجیتالی در سرتاسر جهان به جز در روسیه و بلاروس قابل دسترس هستند.